# Igoris Morinas
Igoris Morinas (* 21. Februar 1975 in Vilnius) ist ein ehemaliger litauischer Fußballspieler.
Er spielte zwischen 1999 und 2004 für Hannover 96, den 1. FSV Mainz 05 und den SSV Jahn Regensburg in der 2. Bundesliga und erzielte dabei in 97 Spielen 15 Tore. Nach dem Abstieg des SSV Jahn Regensburg kehrte er zu seinem Heimatklub Vilnius FK Žalgiris zurück und spielte anschließend noch für zwei weitere litauische Vereine. Ende 2010 beendete er seine Karriere. 
Morinas gehörte von 1996 bis 2007 der litauischen Fußballnationalmannschaft an, für die bisher 7 Tore in 51 Länderspielen erzielte.